# Remigio Acevedo Gajardo
Remigio Acevedo G(u)ajardo (* 1863 in Santiago de Chile; † 29. Mai 1911) war ein chilenischer Komponist, Dirigent und Organist.

## Leben
Acevedo trat in früher Kindheit ins  am Conservatorio Nacional de Chile ein. Hier studierte zunächst Gesang und Musiktheorie bei Tulio Eduardo Hempel (1813–1892), danach bei Ramón Galarce. Da an diesem Institut keine Kompositionsunterricht angeboten wurde, nahm er später privaten Orgel- und Kompositionsunterricht bei Manuel Domínguez, einem spanischen Komponisten und Pater am Kolleg der 'Congregatio Sacrorum Cordium Jesu et Mariae necnon adorationis perpetuae Sanctissimi Sacramenti Altaris' SSCC. Darauf unterrichtete er selbst und wurde als Organist an der Kathedrale in Santiago de Chile eingestellt. Daneben dirigierte er gelegentlich Aufführungen von Zarzuelas.  Nach Aufführung des ersten Aktes seiner Oper Caupolicán 1902 erhielt er ein Stipendium der chilenischen Regierung. Dies ermöglichte ihm, seine Ausbildung in Mailand zu vervollkommnen. In Mailand vollendete er den zweiten und dritten Akt seiner Oper Caupolicán. Er wirkte als Organist in verschiedenen Kirchen Santiagos, unter anderem an der Kathedrale, Santo Domingo und La Merced. Sein Sohn Remigio Acevedo Raposo  studierte bei Acevedo Gajardo Klavier und Komposition. Später leitete Acevedo Raposo die nach seinem Vater benannte Escuela Remigio Acevedo Gajardo in Santiago de Chile, an der er auch Klavier und Komposition unterrichtete.

## Werke (Auswahl)
- Der erste Akt Der Oper in drei Akten Caupolicán nach La Araucana von Alonso de Ercilla wurde 1902 am Teatro Municipal de Santiago uraufgeführt wurde.[2][9][10] Libretto: Pedro Antonio Pérez und Adolfo Urzúa Rozas. Die Uraufführung aller drei Akte erfolgte am 8. Dezember 1942 am  Teatro Municipal in Santiago.[11] Die Nationalbibliothek Chile besitzt eine Partitur und Textbuch des Werks.OCLC 55296741 OCLC 55297030

- Remigio Acevedo Gajardo schrieb diverse kirchenmusikalische Werke.
  - Tantum ergo für zwei Tenöre und Bass, im Catálogo de la Música de la Recoleta Dominica aufgeführt
  - Salve Regina.  für drei Stimmen mit Orgel, publiziert 1900 in Santiago de Chile, im Bestand der Biblioteca Nacional de Venezuela
  - Te Deum
  - Diverse Messen
- Obertura sinfónica
- El romeral, vals. Eingespielt auf einer Rolle für Pianola, im Bestand der Spanischen Nationalbibliothek OCLC 431121887